# Rainer Peets
Remus R. Peets, auch Rainer Peets, (* 7. Oktober 1941 in Saarbrücken) ist ein deutscher Schauspieler und Sänger.

## Leben
1972 hatte Peets in dem Film Zum zweiten Frühstück: Heiße Liebe seinen ersten Auftritt. 1973 hatte er seine erste Rolle in der Miniserie Stationen.
Als Sänger veröffentlichte er mehrere Schlagertitel, so Meine Welt ist der Ozean, Trink nicht so schnell oder Die Straßen unserer Stadt.

## Filmografie
- 1972: Zum zweiten Frühstück: Heiße Liebe
- 1972: Frühreife Betthäschen
- 1973: Liebe zwischen Tür und Angel – Vertreterinnen-Report
- 1973: Stationen (Miniserie)
- 1973: Mein Name ist Nobody (Il mio nome è Nessuno)
- 1974: Ob Dirndl oder Lederhos – gejodelt wird ganz wild drauflos
- 1975: Inside Out – Ein genialer Bluff (Inside Out)
- 1975: Bockbier[5]
- 1976: Harry – Und sie genießen die Liebe[5]
- 1976: Ein guter Hahn wird selten fett
- 1983: Unheimliche Schattenlichter (Twilight Zone: The Movie)
- 1984: Funny Boys und Funny Girls – Die amourösen Abenteuer zweier Freunde[5]
- 1987: Otto – Der neue Film